# Øde Ø
Øde Ø er en dansk dokumentarfilm fra 2015 instrueret af Lea Hjort Mathiesen.

## Handling
Verden er en øde ø, siger hun. Hvordan landede du der, spørger jeg hende. Hvad ville du gøre, hvis du landede på en øde ø, spørger hun mig. Hvordan er landskabet, spørger jeg hende. "Øde ø" er en portrætfilm af radioværten Ayşe Dudu Tepe, der som ung kvinde gjorde op med undertrykkelsen i sin tyrkiske familie og efterfølgende blev bandlyst af den. Hun har med tiden lært at tilgive svigtet, og i dag har hun både barn, kæreste og karriere i København.

## Medvirkende
- Ayse Dudu Tepe
- Aida Tepe Mattson
- Daniel Hjorth
- Lea Hjort Mathiesen